# Golnaz Hashemzadeh Bonde
 (octobre 2022).
Pour les articles homonymes, voir Bonde.
Golnaz Hashemzadeh Bonde, née le 1er mai 1983 en Iran, est une écrivaine suédoise.

## Biographie
Bonde s'est enfuie avec sa famille de l'Iran vers la Suède à l'âge de 3 ans. Hashemzadeh Bonde est économiste diplômé de la Stockholm School of Economics et a également étudié à l'Université Columbia. En 2011, elle a lancé l'association à but non lucratif Includera Invest, qui lutte contre l'exclusion en Suède en renforçant les entrepreneurs sociaux qui ont déjà développé des solutions aux problèmes sociaux.
En 2012, Bonde a fait ses débuts en tant qu'écrivain avec le roman Elle n'est pas moi,.